# Glenea pseudovaga
Glenea pseudovaga là một loài bọ cánh cứng trong họ Cerambycidae.